# Cmentarz żydowski w Cybince
Cmentarz żydowski w Cybince – kirkut mieści się w lesie, na wzniesieniu, przy szosie do Sądowa. Na jego terenie zachowało się kilkanaście podstaw macew i kilka elementów płyt z inskrypcjami w języku niemieckim i hebrajskim.